# Prepiella aurea
Prepiella aurea är en fjärilsart som beskrevs av Butler 1875. Prepiella aurea ingår i släktet Prepiella och familjen björnspinnare. Inga underarter finns listade i Catalogue of Life.